# Joan Casamitjana Alsina
Joan Casamitjana i Alsina (Barcelona, 1805 - Valencia, 1881) fue un compositor, director y flautista catalán fundador, en 1867, de la Sociedad de Conciertos Clásicos. 
Formó parte de diversas bandas, en Cataluña, Francia y Cuba. 

## Obras
- Para piano:
  - 5 danzas americanas (La bélica, La holginera, Simpática, La marinera, Danza)
  - El centenar (1870), polca
  - La Anita (1871), danza a 4 manos
  - La camagüeyana (1871), danza a 4 manos
  - La ausencia, para violín y piano.
- Para orquesta
  - Sinfonía a Quatre Temps (1866)
  - El retorno a la patria (1867), vals
  - L'Eco dels Camps Elisis (1867), rigodons
  - Marcha Rusa (1867)
  - Pensaments lírics (1867)
  - Andante religioso (1871)
  - Una violeta (1872), obertura
  - Bailable de «Las cien doncellas» (1873)
  - Andantino y Saltarello (1875)
- Marcha heroica de Schubert (1873), para banda
- Raquel o La judía (ópera inconclusa)